# Sue Peabody
Susan Lee Peabody (* 6. September 1960 in Omak, Washington, D.C.) ist eine US-amerikanische Historikerin. Ihr Forschungsschwerpunkt liegt auf der Geschichte des Kolonialismus, der Sklaverei und der Rechtsgeschichte im Französischen Reich von 1600–1850.

## Leben
Sue Peabody schloss im Jahr 1983 ihr Bachelorstudium an der Wesleyan University in Connecticut ab. Fünf Jahre später absolvierte sie den Master of Arts in Geschichte an der University of Iowa, wo sie anschließend 1993 auch promovierte. Danach arbeitete sie zwei Jahre lang als wissenschaftliche Mitarbeiterin am Amherst College in Massachusetts zum Thema afroamerikanische Religionen.
Im Jahr 1996 veröffentlichte Peabody die überarbeitete Version ihrer Dissertation unter dem Titel There Are No Slaves in France: The Political Culture of Race and Slavery in the Ancien Régime. Aufgrund ihrer herausragenden Promotion und außerordentlichen Qualifikationen erhielt Peabody im selben Jahr die Juniorprofessur für Geschichte an der Washington State University Vancouver (WSU). Nach nur vier Jahren stieg sie zur außerordentlichen Professorin mit der Aussicht auf eine Festanstellung (Tenure-Track) auf.
Seit 2007 ist Peabody offiziell als Professorin für Geschichte und Geisteswissenschaften an der WSU angestellt. Im Jahr 2017 erhielt sie von der WSU den Ehrentitel Edward R. Meyer Distinguished Professor of Liberal Arts and History auf Lebenszeit.

## Rezeption
Mit ihrer Publikation There Are No Slaves in France, welche sich mit der Notion der Freiheit und der Sklaverei im Ancien Régime befasst, machte Sue Peabody in der Geschichtswissenschaft erstmals auf sich aufmerksam. Die Arbeit wurde von Choice als „herausragendes, akademisches Buch“ des Jahres 1997 gewählt und von mehreren Historikern rezensiert, so etwa von Alice L. Conklin oder Ruth F. Necheles-Jansyn. Gemäß Conklin ist das Werk von Sue Peabody eine Pflichtlektüre für alle diejenigen, die die „Genealogie des Rassismus und die Idee der Freiheit im modernen Frankreich“ nachvollziehen wollen. Laut Necheles-Jansyn folgt Sue Peabody in ihrer Arbeit bloß der Tradition von Kulturhistorikern wie Natalie Zemon Davis und Robert Darnton, ohne dabei wirklich eine allgemeine Leserschaft abzuholen. Wie Davis und Darnton hat sich auch Sue Peabody auf die französische Geschichte des 18. Jahrhunderts spezialisiert und sich mit der Frage befasst, wie bestimmte Ideen in einer Gesellschaft entstehen, sich später weiterentwickeln und von Akteuren wahrgenommen werden. Ähnlich wie die beiden Kulturhistoriker ist Peabody hierbei äußert nahe an den Quellen und bezieht Archivbestände in ihre Arbeit mit ein. 
In Peabodys neusten Werk, der Mikrogeschichte, Madeleine’s Children: Family, Freedom, Secrets, and Lies in France's Indian Ocean Colonies befasst sie sich mit Madeleine, die als Kind in Indien in die Sklaverei verkauft wurde und verfolgt nach Madeleines Ableben, wie ihre drei Kinder im 19. Jahrhundert in den Maskarenen für ihre Freiheit kämpften. Peabody erntete viel Lob von den Kritikern und erhielt mehrere Auszeichnungen für ihre Monografie. Nigel Worden etwa pries das Werk als „sorgfältige und ausschlussreiche Studie“  an, welche „einen Einblick in weitreichendere Themen wie Rasse, Abolitionismus und Herrschaft in der französischen Kolonialwelt“ gibt. Gemäß Virginie Ems-Bléneau ist das Buch von Peabody nicht nur für diejenigen von Interesse, die das Handwerk des Historikers besser verstehen möchten, sondern auch für all jene, die sich mit „der Konstruktion von Rasse und Identität in Relation zur Sklaverei und Freiheit“ befassen.

## Auszeichnungen
Folgende Auszeichnungen erhielt Sue Peabody für ihre Monographie Madeleine’s Children im Jahr 2018:
- David H. Pinkney Prize, The Society For French Historical Studies
- Frances Richardson Keller-Sierra Prize, The Western Association of Women Historians
- Mary Alice and Philip Boucher Prize, The French Colonial Historical Society

## Publikationen (Auswahl)
- Madeleine's Children: Family, Freedom, Secrets, and Lies in France's Indian Ocean Colonies. Oxford University Press, New York 2017, ISBN 978-0-19-023388-4.
- Mit Pierre H. Boulle: Le droit des noirs en France au temps de l’esclavage. L’Harmattan, Paris 2014, ISBN 978-2-343-04823-9.
- Mit Keila Grinberg: Escravidão e Liberdade nas Américas. Editora FGV, Rio de Janeiro 2013, ISBN 978-85-225-1456-4.
- Mit Keila Grinberg: Slavery, Freedom, and the Law in the Atlantic World. A Brief History with Documents. Bedford/St. Martin's, Boston 2007, ISBN 978-0312411763.
- “There Are No Slaves in France”: The Political Culture of Race and Slavery in the Ancien Régime. Oxford University Press, New York 1996, ISBN 0-19-510198-7.